# Alessandra Sarchi
Alessandra Sarchi (Brescello, 4 marzo 1971) è una scrittrice, storica dell'arte e traduttrice italiana.

## Biografia
Nata nel 1971 a Brescello, in provincia di Reggio Emilia, vive e lavora a Bologna. Ha tradotto romanzi e saggi dall'inglese e dal francese.  Dopo gli studi alla Scuola normale superiore e all'Università di Pisa, ha conseguito un dottorato di ricerca in storia dell'arte all'Università Ca' Foscari di Venezia. Il suo esordio nella narrativa è avvenuto nel 2007, nell'antologia collettiva Narratori attraverso per i tipi della Diabasis; un anno dopo Alessandra Sarchi ha pubblicato la raccolta di racconti Segni sottili e clandestini con lo stesso editore. Nel 2012 è uscito il suo primo romanzo Violazione (vincitore del premio Paolo Volponi Opera prima), seguito da L'amore normale nel 2014 e La notte ha la mia voce nel 2017, tutti stampati da Einaudi. La notte ha la mia voce ha vinto il Premio Mondello Opera italiana, il Premio Selezione Campiello, Giuria dei Letterati, è stato finalista al Premio Bergamo e ha vinto il premio Wondy per la letteratura resiliente, edizione 2018. Nel 2022 è uscita la raccolta di racconti Via da qui per i tipi di Minimum fax.

## Opere

### Saggi
- 2008, Antonio Lombardo, Venezia, Istituto Veneto di Scienze Lettere ed Arti
- 2019, La felicità delle immagini. Il peso delle parole, Milano, Bompiani
- 2023, Vive!: storie di eroine che si ribellano al loro tragico destino, Milano: Harper Collins

### Raccolte di racconti
- 2008, Segni sottili e clandestini, Reggio Emilia, Diabasis
- 2022, Via da qui, Roma, Minimum fax

### Romanzi
- 2012, Violazione, Torino, Einaudi[8]
- 2014, L'amore normale, Torino, Einaudi[9]
- 2017, La notte ha la mia voce, Torino, Einaudi[10]
- 2020, Il dono di Antonia, Torino, Einaudi
- 2024, Il ritorno è lontano, Milano, Bompiani

### Antologie
- 2007, Narratori attraverso di AA. VV. , Reggio Emilia, Diabasis

### Miscellanee
- 2015, Sex & disabled people: un reading musicale con Barbara Garlaschelli, Piacenza, Papero

### Traduzioni
- 2015, Quel fantastico peggior anno della mia vita (Me, Earl and the Dying Girl) di Jesse Andrews, Torino, Einaudi
- 2019, Distanza ravvicinata (Close Range) di Annie Proulx, Roma, Minimum Fax
- 2020, Autobiografia di Alice B. Toklas (The Autobiography of Alice B.Toklas) di Gertrude Stein, Marsilio, Venezia